# Superserien 2015
Superserien 2015 var Sveriges högsta division i amerikansk fotboll för herrar säsongen 2015. Serien spelades 2 maj–23 augusti 2015 och vanns av Tyresö Royal Crowns. Den utökades med ett lag jämfört med föregående säsong, Västerås Roedeers. Före säsongen startade meddelade Arlanda Jets att man drog sig ur.
Serien var uppdelad i tre konferenser där lagen möttes i dubbelmöten i den egna konferensen och i enkelmöten mellan konferenserna. Vinst gav 2 poäng, oavgjort 1 poäng och förlust 0 poäng.
De fyra bäst placerade lagen gick vidare till slutspel. SM-slutspelet spelade 29 augusti–6 september och vanns av Carlstad Crusaders.

## Konferensindelning
Konferensindelningen baseras på lagens placering i grundserien 2014.
| Ranking | Konferens 1        |
| ------- | ------------------ |
| 1       | Carlstad Crusaders |
| 5       | Uppsala 86ers      |
| 9       | Västerås Roedeers  |

| Ranking | Konferens 2             |
| ------- | ----------------------- |
| 2       | Tyresö Royal Crowns     |
| 6       | STU Northside Bulls     |
| 7       | Stockholm Mean Machines |

| Ranking | Konferens 3            |
| ------- | ---------------------- |
| 3       | Örebro Black Knights   |
| 4       | Kristianstad Predators |
| 8       | Limhamn Griffins       |

## Tabell
| Nr | Lag                          | S  | V  | O | F  | GP  | IP  | PS   | P  |
| -- | ---------------------------- | -- | -- | - | -- | --- | --- | ---- | -- |
| 1  | Tyresö Royal Crowns          | 10 | 10 | 0 | 0  | 462 | 154 | +308 | 20 |
| 2  | Carlstad Crusaders (RL) (RM) | 10 | 9  | 0 | 1  | 455 | 154 | +301 | 18 |
| 3  | Uppsala 86ers                | 10 | 7  | 0 | 3  | 341 | 141 | +200 | 14 |
| 4  | Örebro Black Knights         | 10 | 7  | 0 | 3  | 213 | 149 | +64  | 14 |
| 5  | STU Northside Bulls          | 10 | 4  | 0 | 6  | 304 | 383 | −79  | 8  |
| 6  | Kristianstad Predators*      | 10 | 4  | 0 | 6  | 324 | 286 | +38  | 8  |
| 7  | Limhamn Griffins             | 10 | 3  | 0 | 7  | 165 | 313 | −148 | 6  |
| 8  | Västerås Roedeers* (U)       | 10 | 1  | 0 | 9  | 135 | 421 | −286 | 2  |
| 9  | Stockholm Mean Machines      | 10 | 0  | 0 | 10 | 54  | 452 | −398 | 0  |

Färgkoder:
|      | – Kvalificerad för mästerskapsslutspel                                          |
|      | – Nedflyttad till division 1                                                    |
| (RL) | – Regerande ligamästare (seriesegrare)                                          |
| (RM) | – Regerande svenska mästare                                                     |
| (U)  | – Uppflyttad från division 1                                                    |
| *    | – Nedflyttad efter säsongen då kraven för spel i Superserien inte var uppfyllda |

## Matchresultat
| Hemma \ Borta           | CC    | KP    | LG    | SMM   | STU   | TRC   | U86   | VR    | ÖBK   |
| Carlstad Crusaders      | —     | 56–28 | —     | 67–0  | —     | 30–34 | 14–7  | 57–7  | —     |
| Kristianstad Predators  | —     | —     | 35–0  | 54–6  | —     | 28–34 | 13–49 | —     | 6–35  |
| Limhamn Griffins        | 13–41 | 7–42  | —     | —     | 23–21 | —     | —     | 27–9  | 27–31 |
| Stockholm Mean Machines | —     | —     | 12–48 | —     | 0–21  | 0–61  | 0–39  | —     | 0–42  |
| STU Northside Bulls     | 24–60 | 69–56 | —     | 51–7  | —     | 25–62 | —     | 44–30 | —     |
| Tyresö Royal Crowns     | —     | —     | 49–7  | 48–12 | 63–7  | —     | 26–19 | —     | 23–13 |
| Uppsala 86ers           | 34–39 | —     | 52–6  | —     | 54–29 | —     | —     | 46–7  | 19–0  |
| Västerås Roedeers       | 0–63  | 21–56 | —     | 21–17 | —     | 13–62 | 7–22  | —     | —     |
| Örebro Black Knights    | 7–28  | 9–6   | 21–7  | —     | 28–13 | —     | —     | 27–20 | —     |

## Slutspel

### Semifinaler
|       | 29 augusti 2015 | Tyresö Royal Crowns | 25 – 28 | Örebro Black Knights | Tyresövallen |  |
| 17.00 |                 |                     |         |                      |              |  |
|       |                 |                     |         |                      |              |  |
|       |                 |                     |         |                      |              |  |

|       | 29 augusti 2015 | Carlstad Crusaders | 43 – 0                | Uppsala 86ers | Tingvalla IP |             |
| 15.00 | 15.00           |                    | (14 – 0) Matchrapport |               | Publik: 987  | Publik: 987 |
| 15.00 | 15.00           |                    |                       |               | Publik: 987  | Publik: 987 |
| 15.00 | 15.00           |                    |                       |               | Publik: 987  | Publik: 987 |

### Final
|       | 6 september 2015 | Carlstad Crusaders | 42 – 17                | Örebro Black Knights | Studenternas IP                 |                                 |
| 12.00 | 12.00            |                    | (14 – 10) Matchrapport |                      | Publik: 1 548 Domare: Batzler J | Publik: 1 548 Domare: Batzler J |
| 12.00 | 12.00            |                    |                        |                      | Publik: 1 548 Domare: Batzler J | Publik: 1 548 Domare: Batzler J |
| 12.00 | 12.00            |                    |                        |                      | Publik: 1 548 Domare: Batzler J | Publik: 1 548 Domare: Batzler J |